# Miniopterus medius
Miniopterus medius là một loài động vật có vú trong họ Dơi muỗi, bộ Dơi. Loài này được Thomas & Wroughton mô tả năm 1909.